# アンガラ (小惑星)
アンガラ (1957 Angara) は小惑星帯に位置する小惑星。クリミア半島のクリミア天体物理天文台で、ソ連の天文学者リュドミーラ・チェルヌイフによって発見された。
ロシアのアンガラ川に因んで命名された。